# Cecilio Lopes
Cecilio Lopes (Róterdam, Países Bajos; 18 de marzo de 1979) es un futbolista caboverdiano de origen neerlandés. Juega de delantero y su actual equipo es el FC Dordrecht de Países Bajos.

## Selección nacional
Ha sido internacional con la selección de fútbol de Cabo Verde, ha jugado 3 partidos internacionales.

## Clubes
| Club          | País         | Año       |
| ------------- | ------------ | --------- |
| SBV Excelsior | Países Bajos | 2000-2005 |
| FC Dordrecht  | Países Bajos | 2005-2007 |
| SC Heerenveen | Países Bajos | 2007-2008 |
| FC Volendam   | Países Bajos | 2008      |
| FC Dordrecht  | Países Bajos | 2009      |
| FC Zwolle     | Países Bajos | 2009-2010 |
| FC Dordrecht  | Países Bajos | 2010-     |